# スカンセン
スカンセン（スウェーデン語: Skansen）はスウェーデン初の動物園及び野外博物館で、ストックホルムのユールゴーデンにある。工業化以前のスウェーデンの様々な地方の暮らしを見せるために、アルトゥール・ハゼリウスが1891年10月11日に開業した。
「スカンセン」という名称はこの施設に限らず、特に中央及び東ヨーロッパで、屋外博物館や歴史的建造物を集めた施設を指す用語として用いられる。

## 歴史

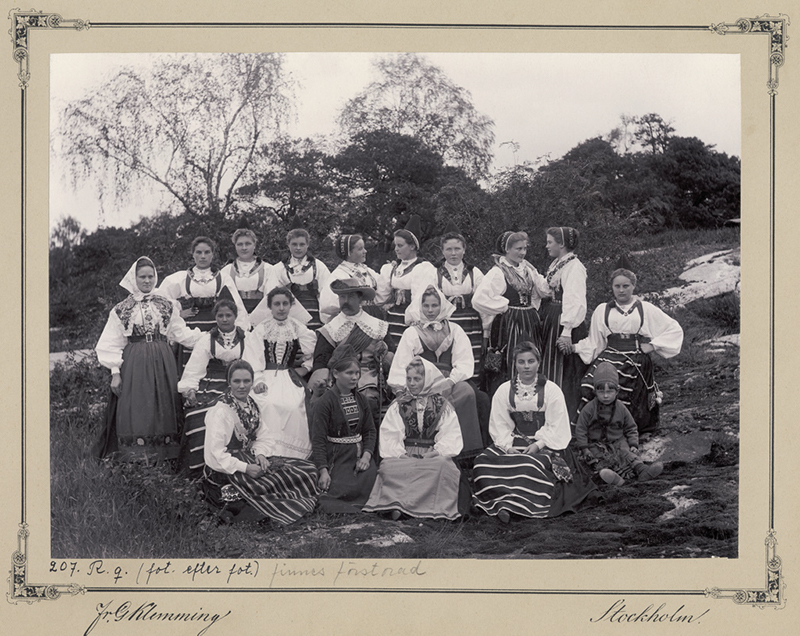
伝統衣装の制服を着た職員（1896年）

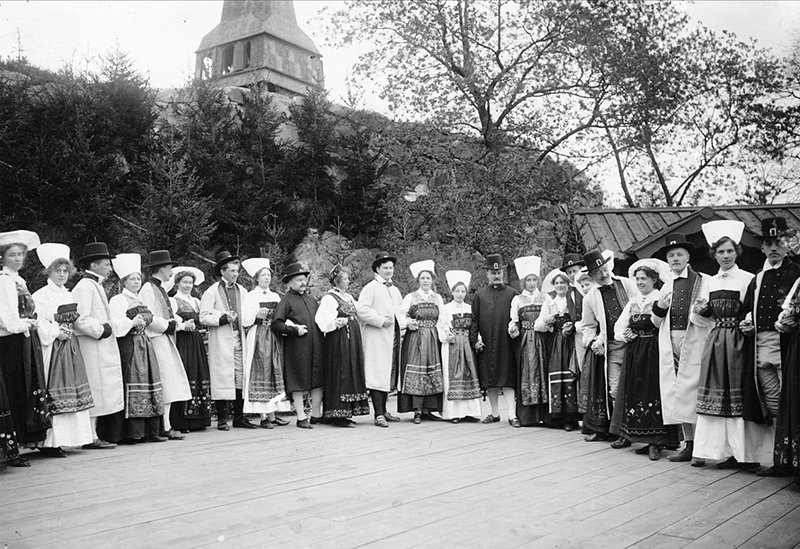
文化を紹介するためフォークダンスを見せた。（1904年）

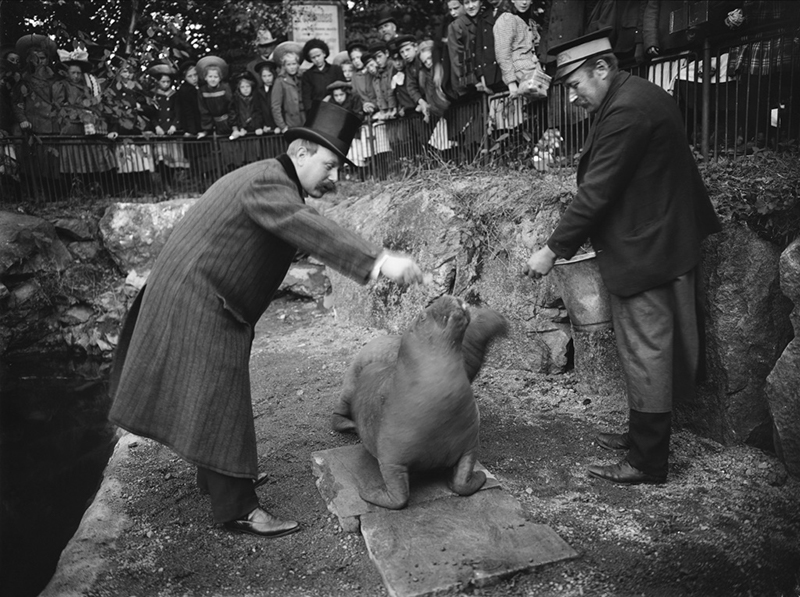
エサをもらうセイウチ（1908年）

19世紀はヨーロッパ中が大きく変わった時代で、スウェーデンも例外ではなかった。農村の暮らしは急速に工業社会に変わっていき、多くの人は国の伝統的な習慣が失われることを心配していた。かつてユールゴーデン島に北方博物館を建てたアルトゥール・ハゼリウスは、1881年にオスカル2世がクリスチャニアに作ったノルウェー民俗博物館の野外博物館という構想に触発されると、島の小高い丘に開設しようと思い立つ。こうしてスカンセンは、スカンジナビア半島に設けられる野外博物館の初期のモデルとなった。
設立当初、北方博物館に付属しており、1963年に別組織として独立した。現在も建物内の展示品は、北方博物館の収蔵品である。
ハゼリウスはスウェーデン中を旅して、ノルウェーのテレマルク県で見つけた1棟を含め、約150の家屋を購入した。これらを解体しては船で運び、敷地内で再び組み立てて伝統的なスウェーデンの風景を再現していく。博物館内で現物を移築できなかった建物は3棟だけで、ハゼリウスが見たままを苦労して複製してある。来園者は全ての建物に入って、かつてのスウェーデン各地の暮らしを垣間見ることができる。

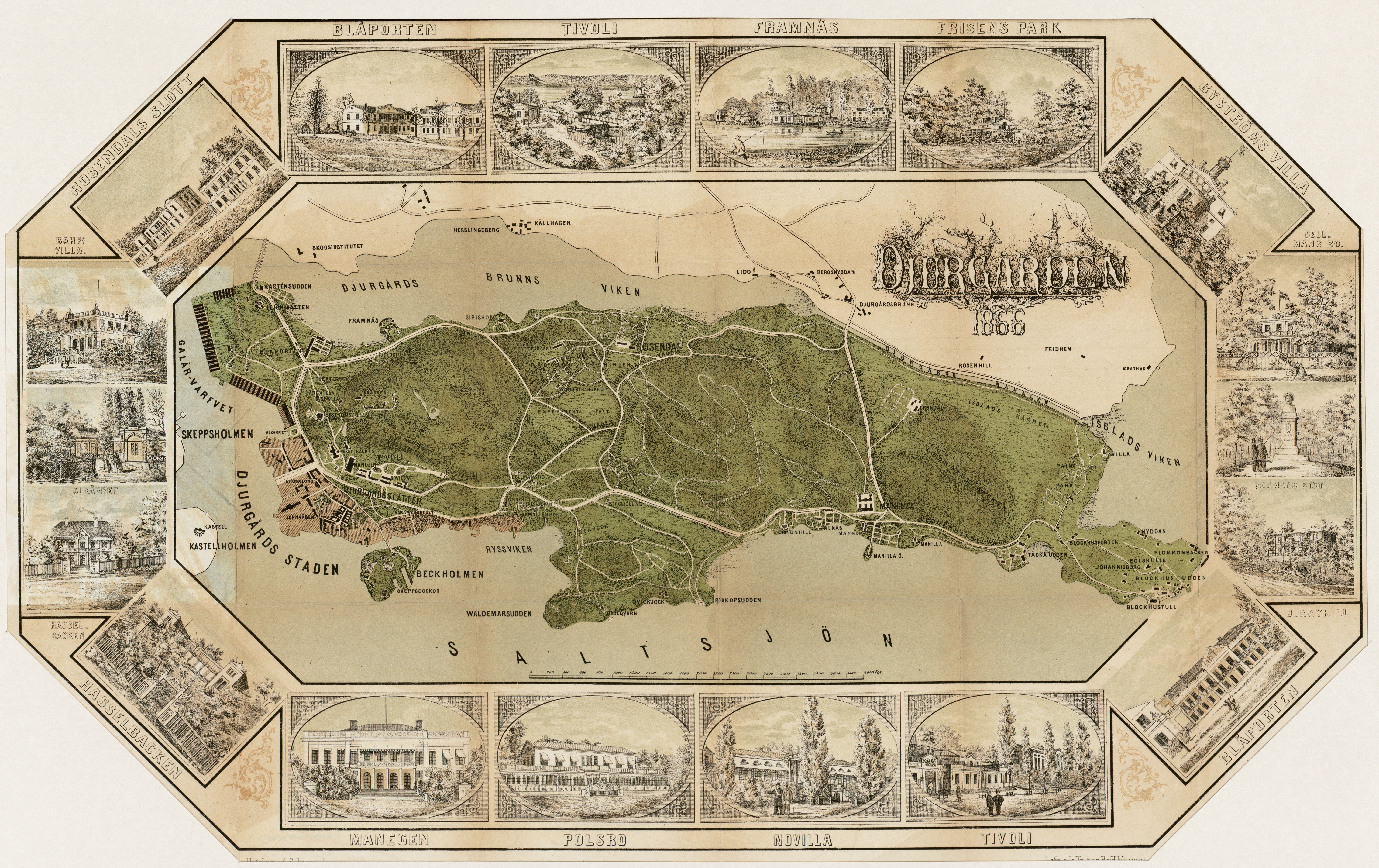
スカンセン開設前の島。図の左手前に小島があり、その上方に「TIVOLI」と記されたあたりが正門広場の予定地。（1866年）

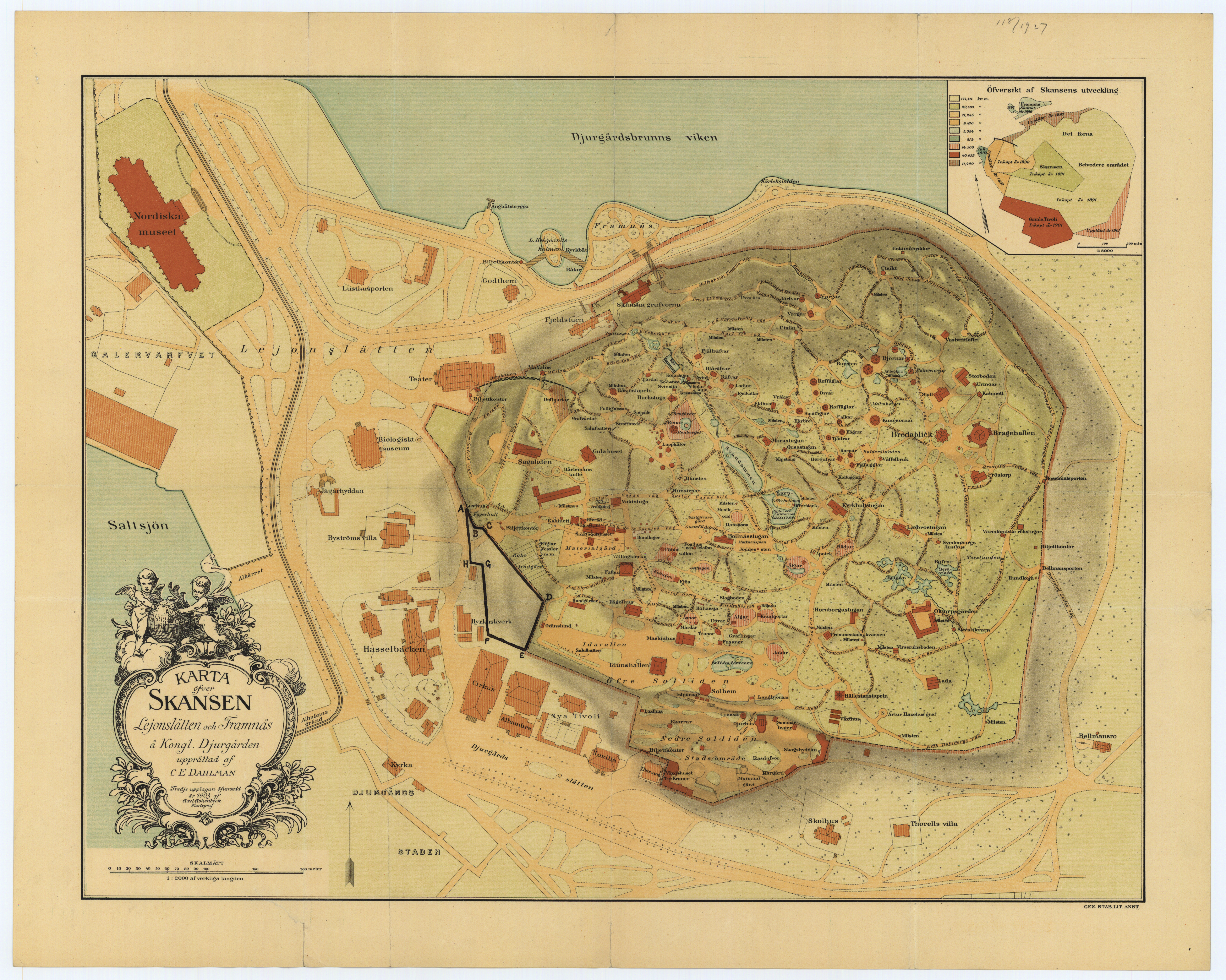
ガイドマップ。左上に赤色で示した大きな建物が北方博物館。（1903年）

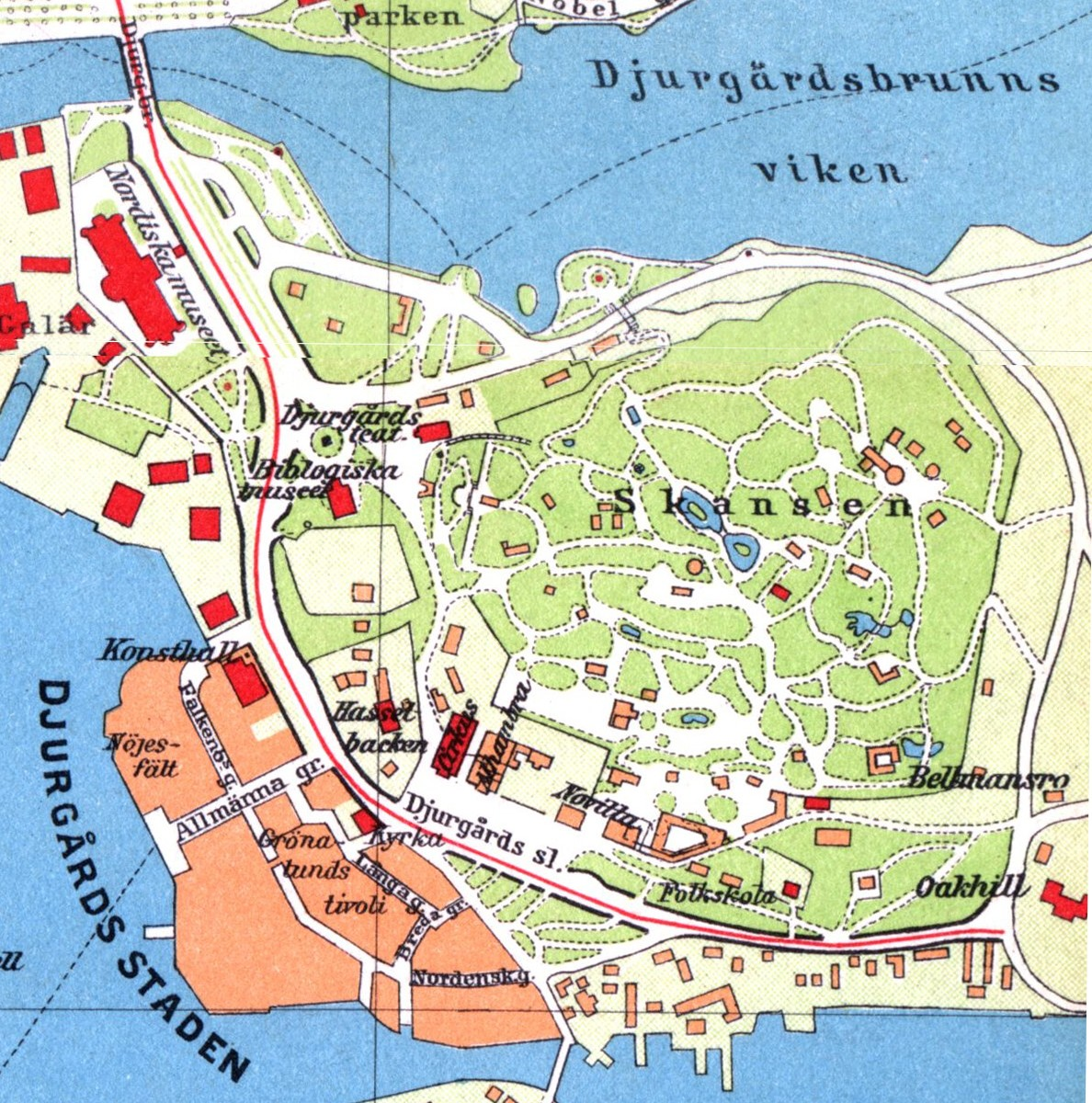
主な施設群と周辺の地図 （1920年）

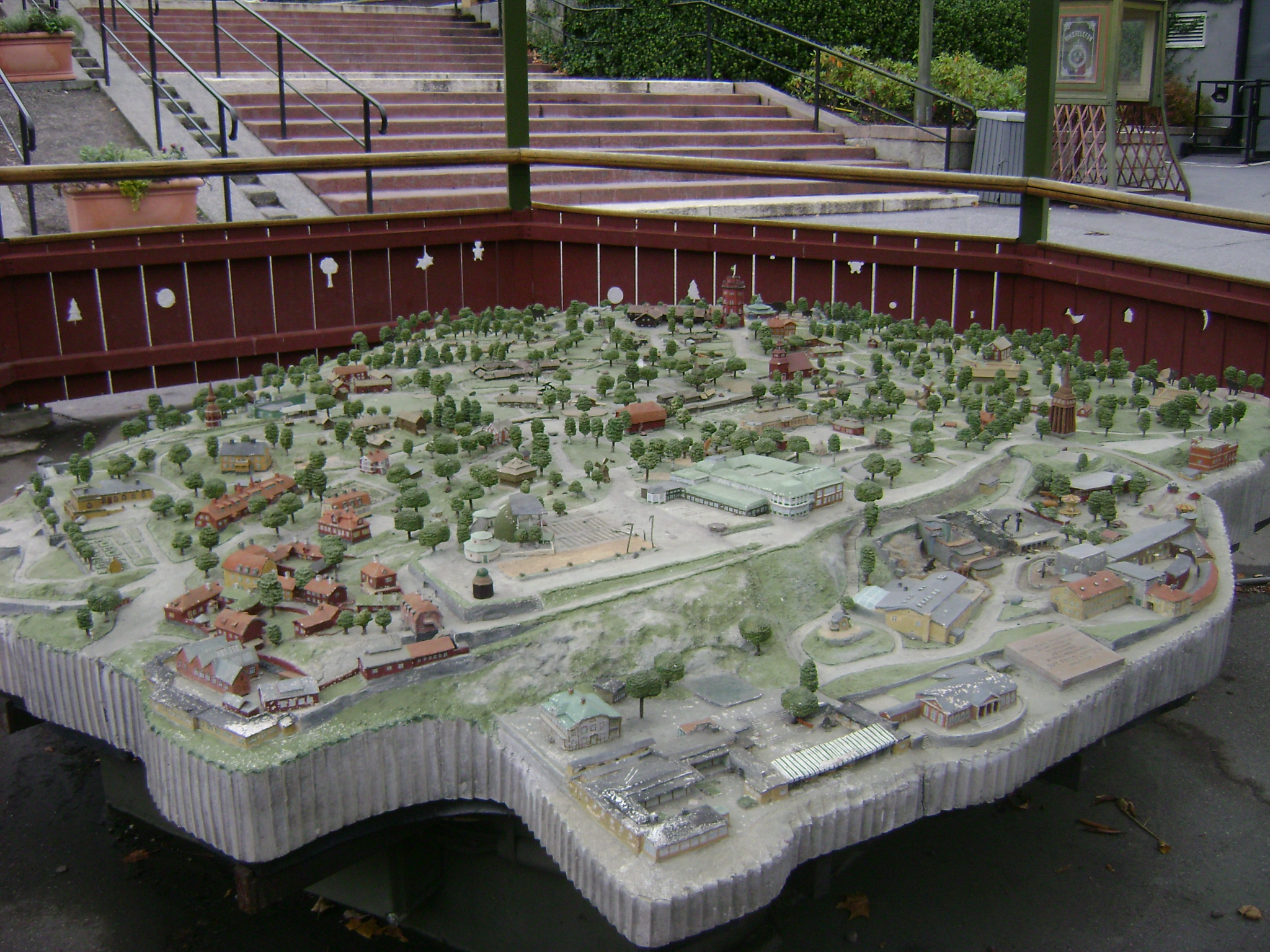
南南西側から見たジオラマ（2009年）

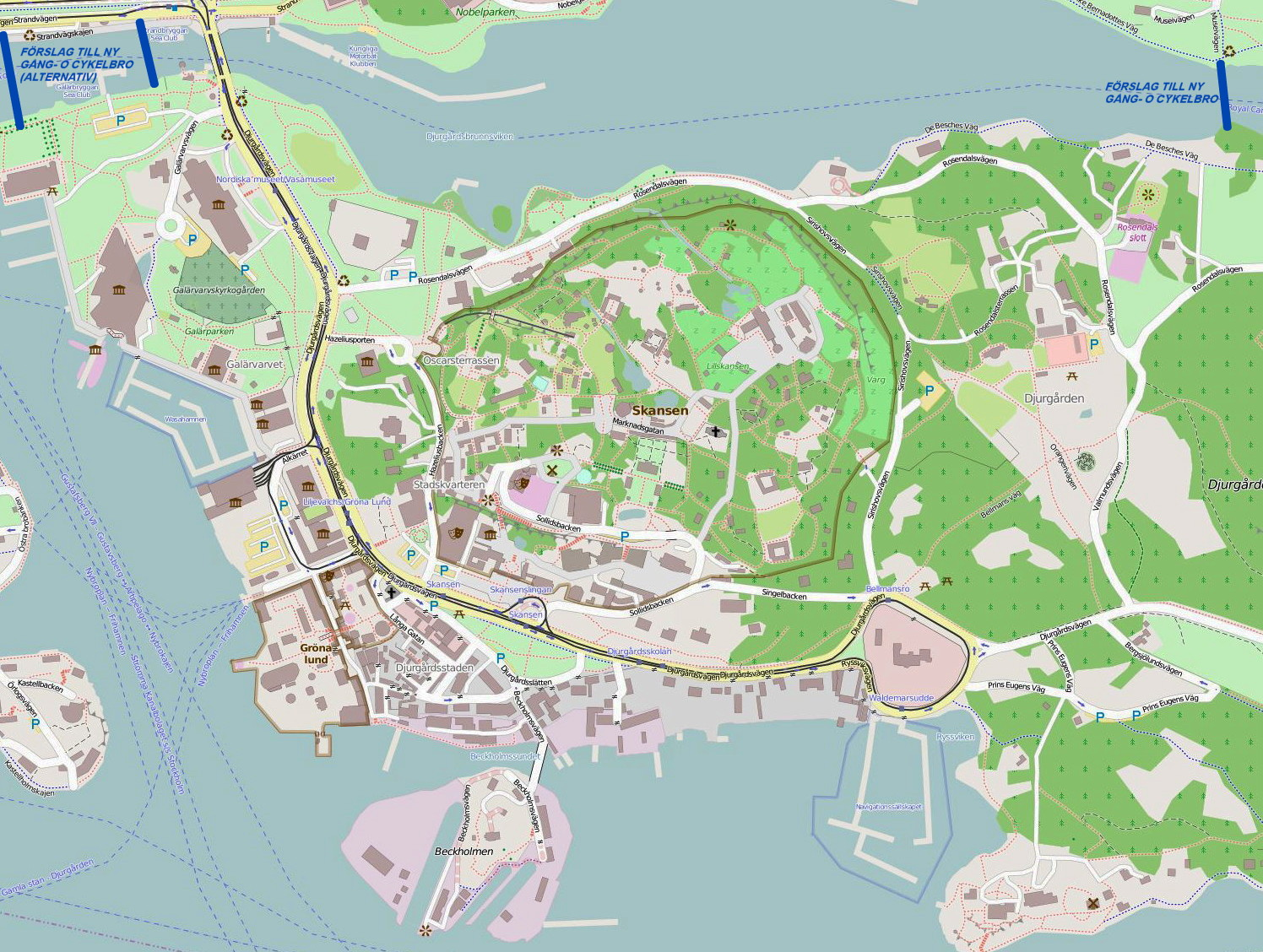
路面電車やフェリー、路線バスでストックホルム都心部と結ぶ。（2014年、OSM）

## 屋外博物館
スカンセンには、毎年130万人以上が訪れる。展示物のほとんどは30万m2超の敷地内にあり、農場のほか、19世紀の標準的な町をそっくり復元した。建物をめぐると伝統衣装を着た職人が実演する革なめし、靴作り、銀細工、製パン、吹きガラス等、当時の技術を見学できる。小さな畑ではタバコも栽培しており、農場では珍しい品種の家畜が見られることもある。また野外動物園を訪れると、トナカイ、ヘラジカ、オオカミやハイイロアザラシ、ヨーロッパバイソン、ヒグマ、オオヤマネコ、アカギツネやクズリ、ヨーロッパカワウソ等、スカンジナビア半島の広範な生息域に暮らす動物を飼育している。
12月に入ると中央広場で1903年から続くクリスマスマーケットが開かれ、週末ごとに2万5千人前後を集める。夏季には、フォークダンスやコンサートも行われる。

## ケーブルカー
1897年には、スカンセン丘の北西側にケーブルカーを敷設した。軌道の全長196.4m、高低差34.57mを走る。

## ギャラリー

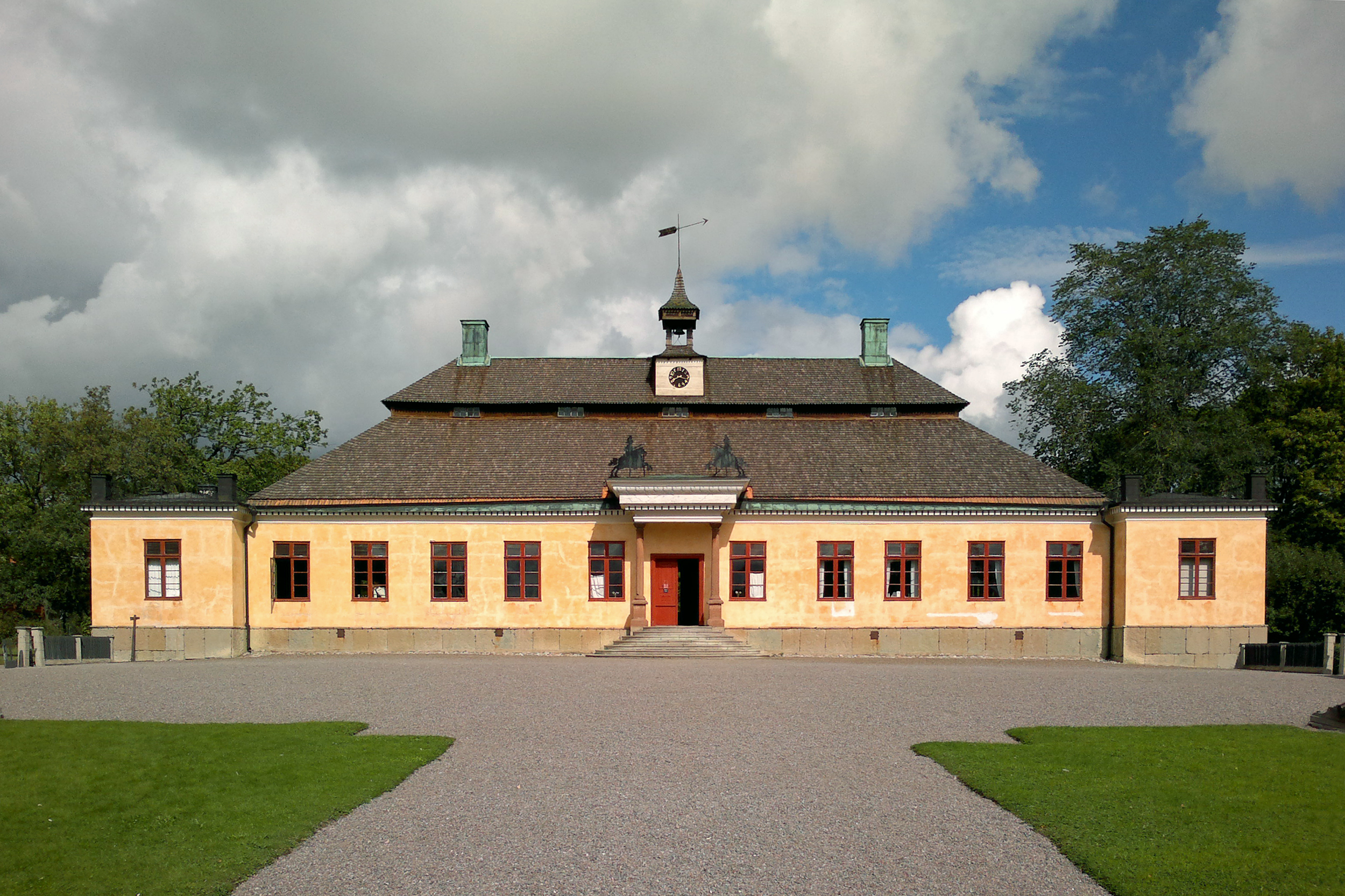
スコガホルム邸
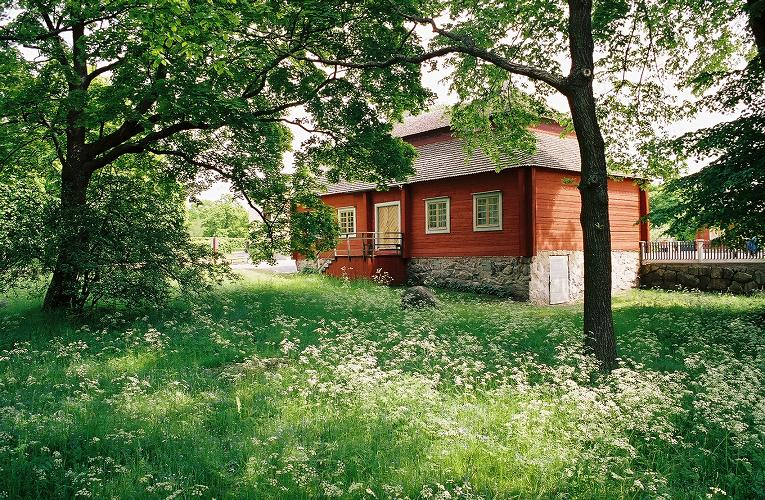
スコガホルム邸の西翼。図書室、食器室、客室が5室ある
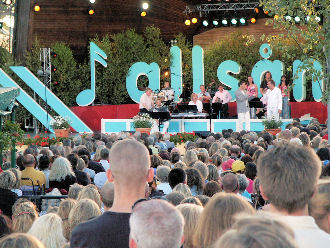
毎年夏に行われる「歌の集い」
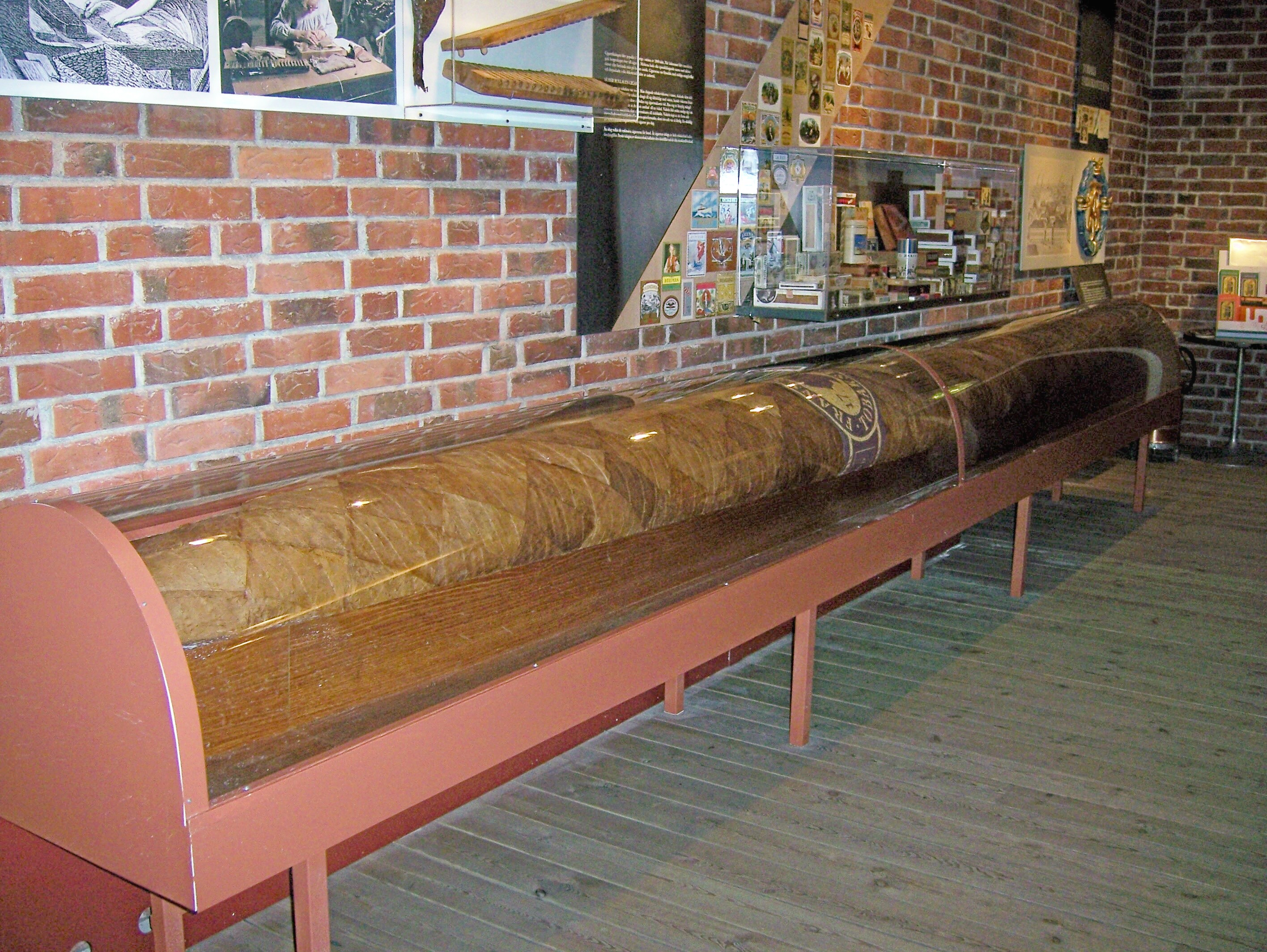
世界で最も大きなたばこ
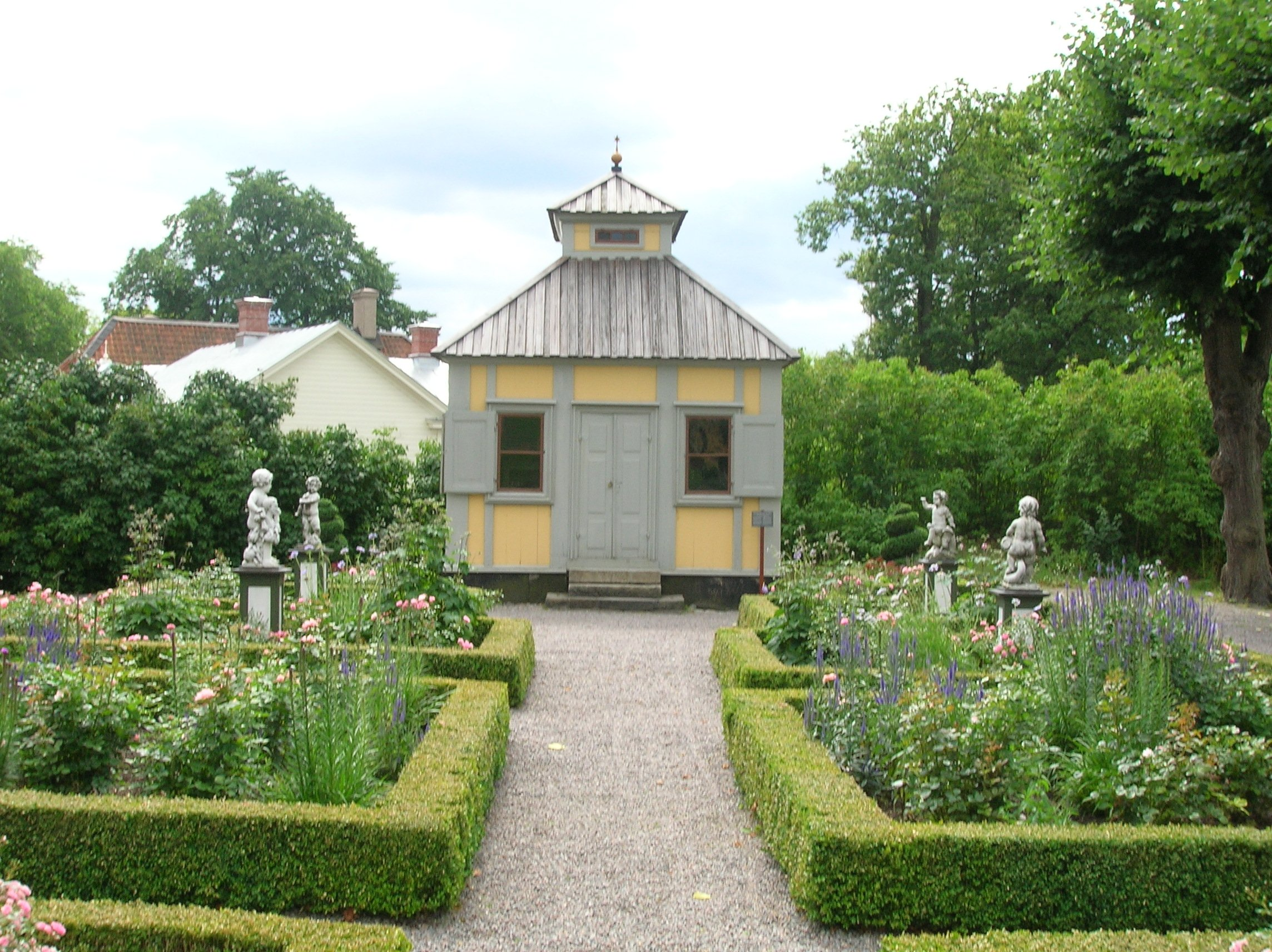
エマヌエル・スヴェーデンボリの夏の別荘
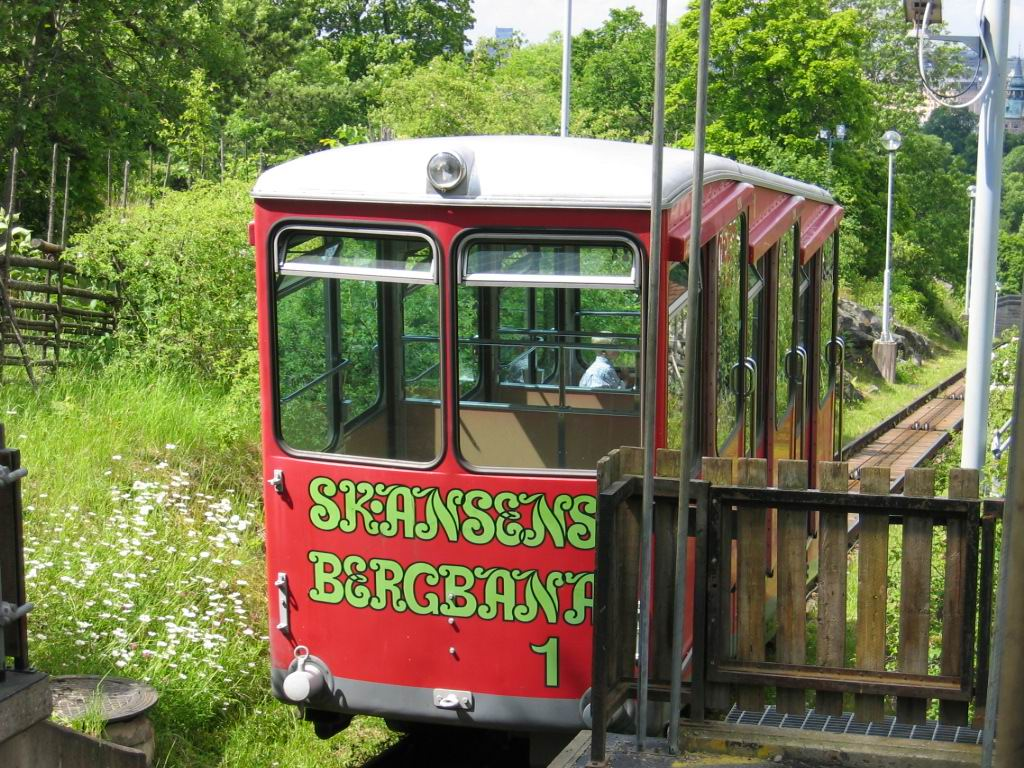
ケーブルカー
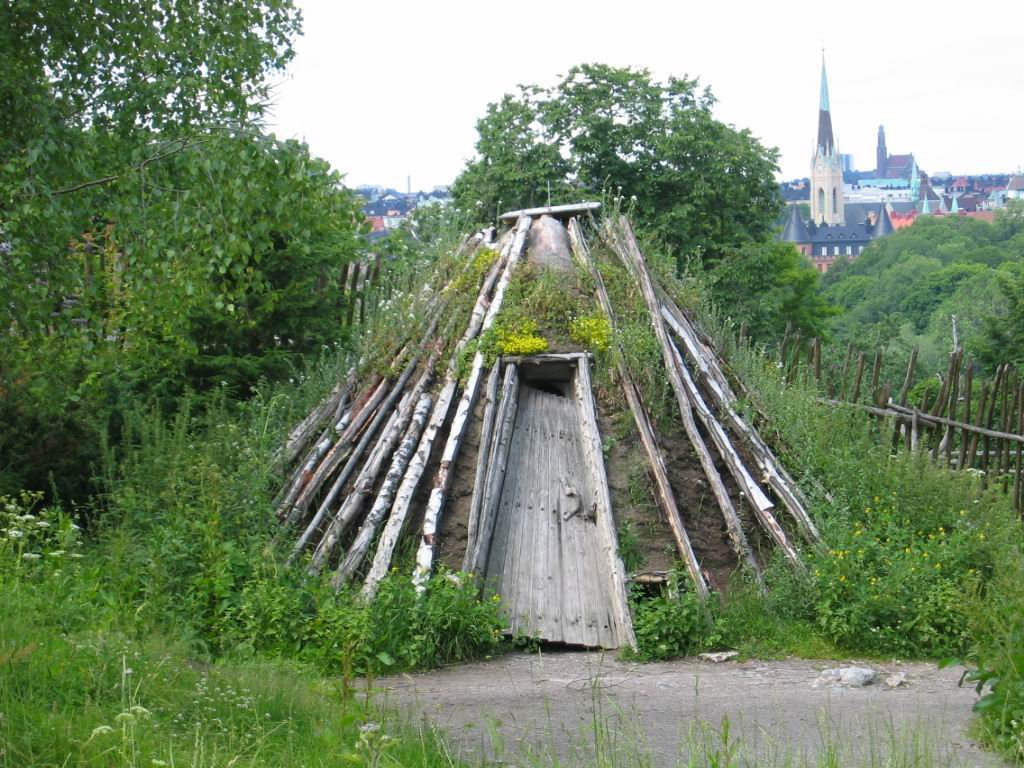
サーミ人の小屋
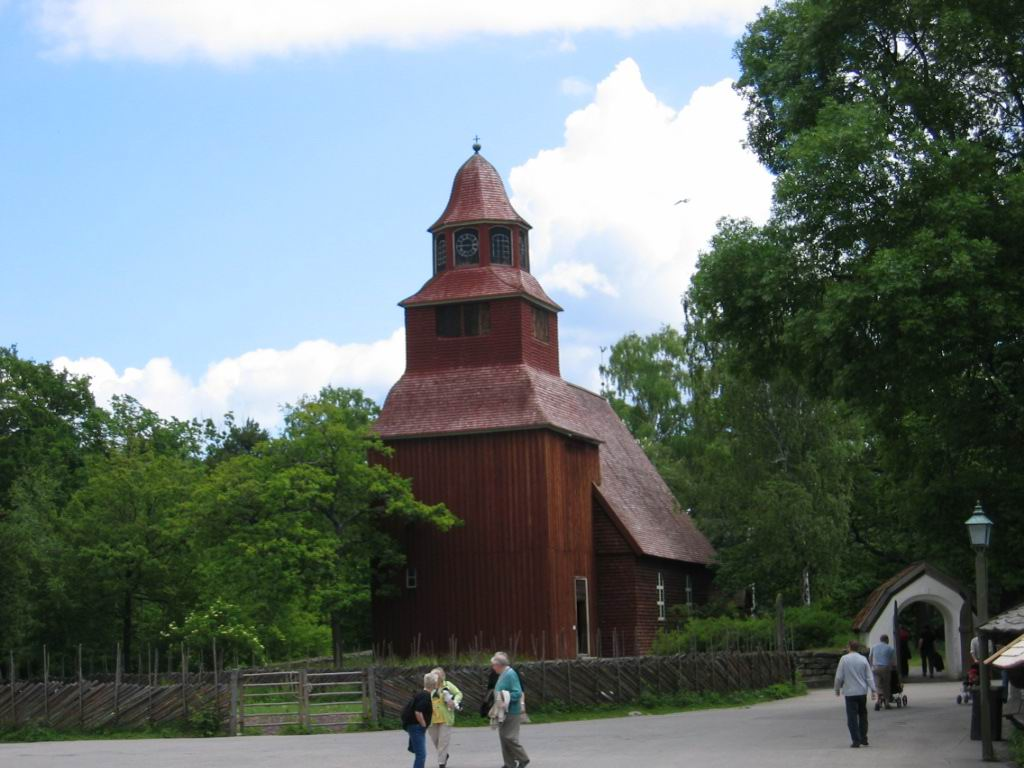
セグローラ教会
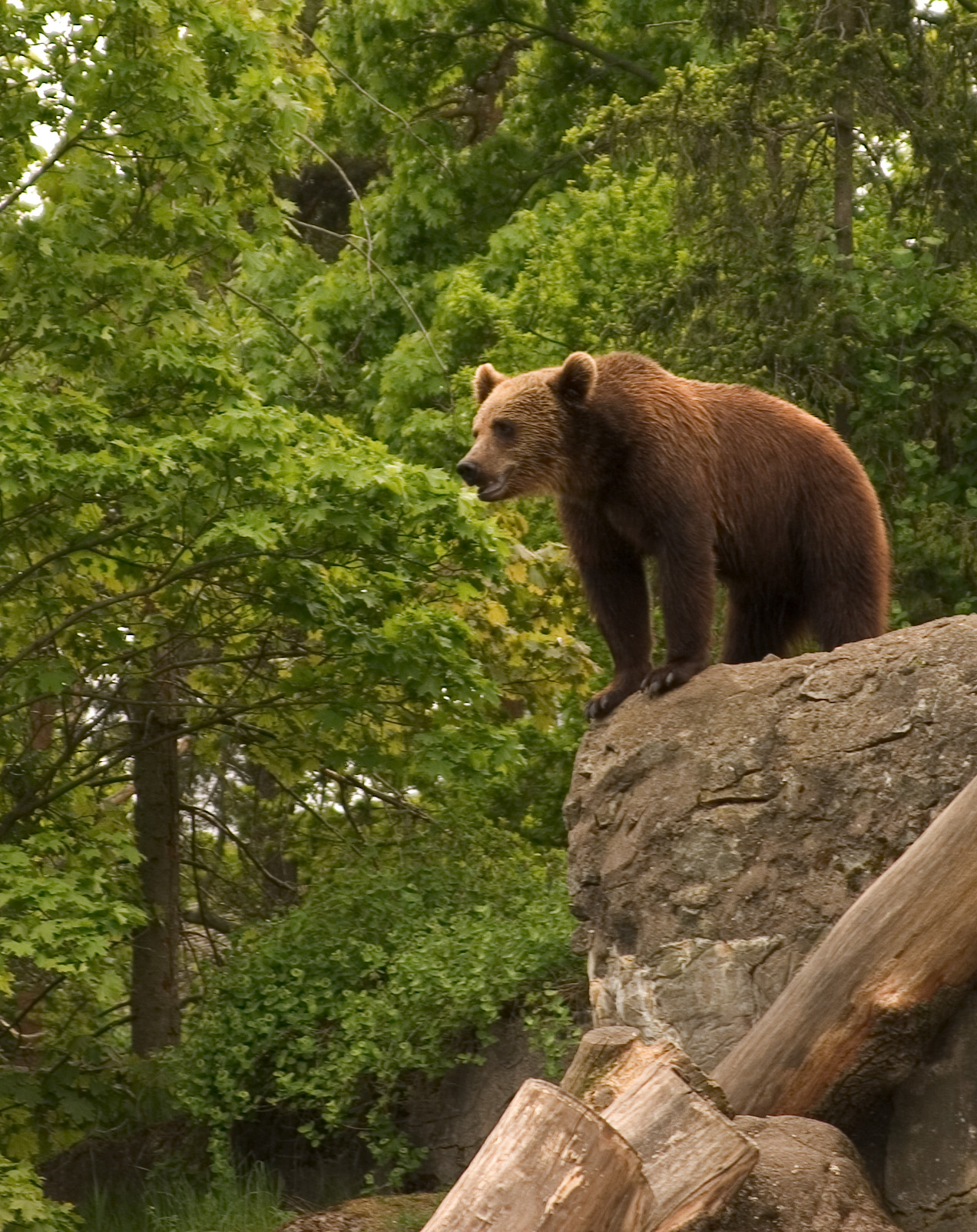
ヒグマ
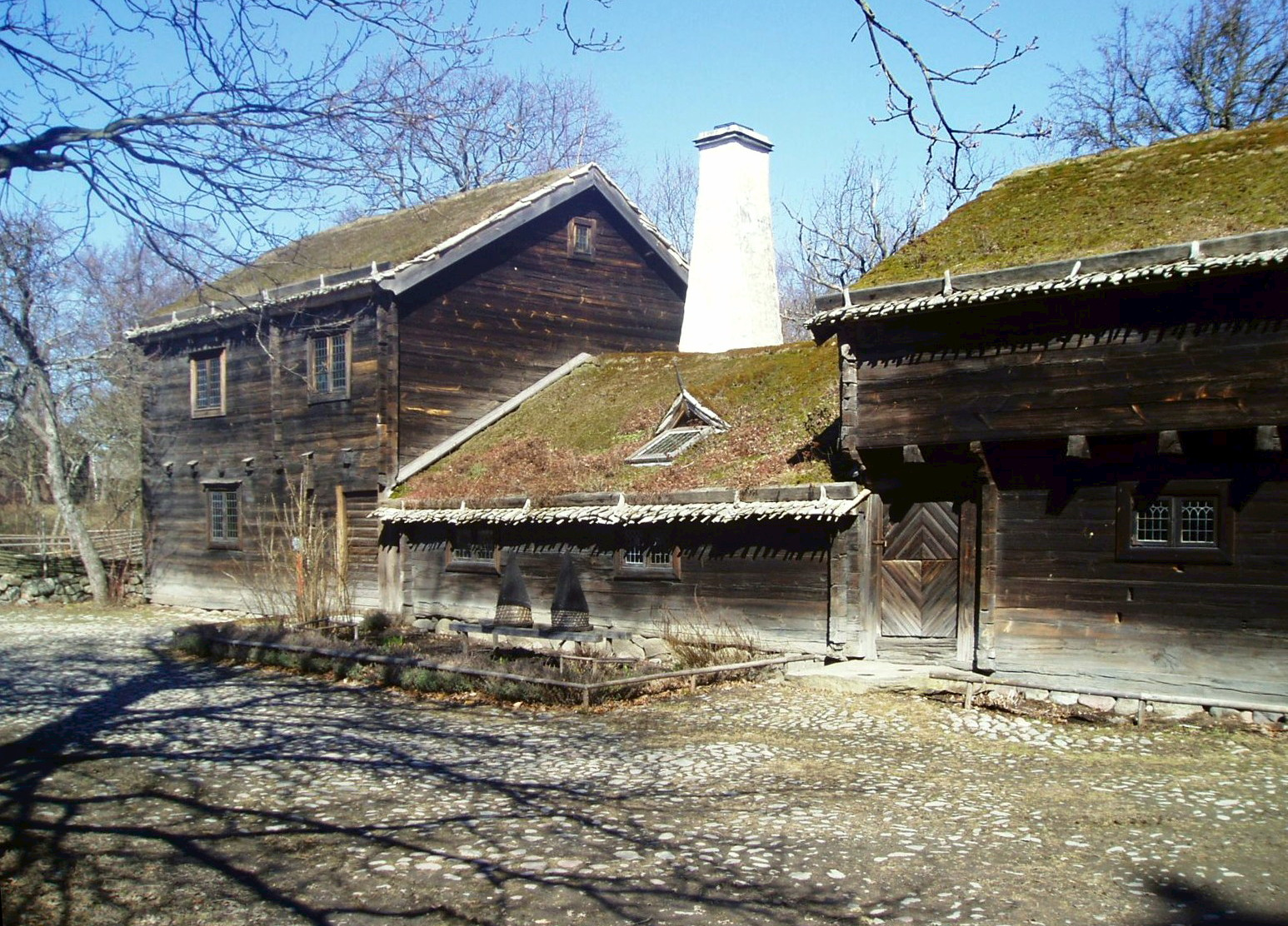
ブレーキンゲ県から移築した家屋
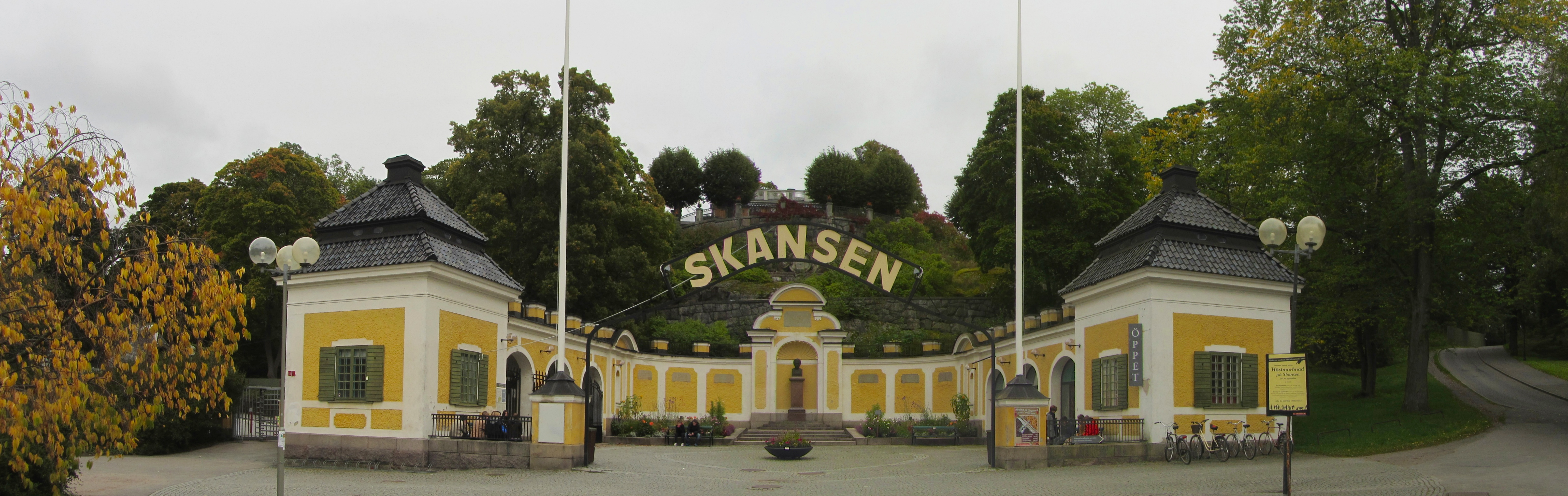
入場ゲートの建物